# Список высших учебных заведений Таджикистана
Высшие учебные заведения Таджикистана (тадж. Муассисаҳои таҳсилоти олии Тоҷикистон) образовались в начале 30-х годов XX века. Первый таджикский университет был основан в Сталинабаде в 1931 году под названием «Сталинабадский государственный педагогический институт» (сейчас Таджикский государственный педагогический университет имени С. Айни (ТГПУ имени С. Айни)).

## Список высших учебных заведений

### Национальные вузы
| Название высшего учебного заведения                         | Город   | Основано | Руководитель                                            | Описание |
| ----------------------------------------------------------- | ------- | -------- | ------------------------------------------------------- | -------- |
| 1. Таджикский национальный университет                      | Душанбе | 1947 год | Ректор: доктор экономических наук Кобилджон Хушвахтзода |          |
| 2. Таджикская национальная консерватория имени Т. Сатторова | Душанбе | 2003 год | Ректор: доктор искусствоведческих наук Фарогат Азизи    |          |

### Государственные вузы
| Название высшего учебного заведения                                                                         | Город       | Основано | Руководитель                                                          | Описание                                 |  |
| --- | ----------- | -------- | --------------------------------------------------------------------- | ---------------------------------------- |  |
| 1. Таджикский государственный педагогический университет имени С.Айни (ТГПУ имени С.Айни)                   | Душанбе     | 1931 год | Ректор: доктор филологических наук Носир Салимов                      |                                          |  |
| 2. Таджикский аграрный университет имени Ш. Шотемура (ТАУ имени Ш. Шотемура)                                | Душанбе     | 1931 год | Ректор: кандидат сельскохозяйственных наук Амонулло Салимов           |                                          |  |
| 3. Таджикский государственный медицинский университет имени Абуали Сино (ТГМУ имени Абуали Сино )           | Душанбе     | 1939 год | Ректор: доктор медицинских наук Махмадшох Гулзода                     |                                          |  |
| 4. Таджикский технический университет имени академика М. Осими (ТТУ имени М. Осими)                         | Душанбе     | 1956 год | Ректор: доктор химических наук Хайдар Одинаев                         |                                          |  |
| 5. Таджикский государственный университет коммерции (ТГУК)                                                  | Душанбе     | 1987 год | Ректор: доктор экономических наук Мумин Шарипов                       |                                          |  |
| 6. Хатлонский государственный медицинский университет                                                       | Дангара     | 1987 год | Ректор: доктор медицинских наук Убайдулла Курбанов                    |                                          |  |
| 7. Худжандский государственный университет имени академика Бабаджана Гафурова (ХГУ имени Б. Гафурова)       | Худжанд     | 1932 год | Ректор: кандидат технических наук Анвар Максудов                      |                                          |  |
| 8. Кулябский государственный университет имени А. Рудаки (КГУ имени А. Рудаки)                              | Куляб       | 1962 год | Ректор: доктор физико-математических наук Абдулло Табаров             |                                          |  |
| 9. Бохтарский государственный университет имени Н. Хусрава (БГУ имени Н. Хусрава)                           | Бохтар      | 1978 год | Ректор: кандидат физико-математических наук наук Сайфиддин Давлатзода |                                          |  |
| 10. Хорогский государственный университет имени М. Назаршоева (ХГУ имени М. Назаршоева )                    | Хорог       |          | Ректор: доктор физико-технических наук Имомёрбек Каландарбеков        |                                          |  |
| 11. Таджикский государственный университет права, бизнеса и политики (ТГУПБП)                               | Худжанд     | 1993 год | Ректор: кандидат исторических наук Джамшед Джурабоев                  |                                          |  |
| 12. Технологический университет Таджикистана (ТУТ)                                                          | Душанбе     | 1990 год | Ректор: доктор педагогических наук Нурали Наботович Шоев              |                                          |  |
| 13. Дангаринский государственный университет (ДГУ)                                                          | Дангара     | 2013 год |                                                                       |                                          |  |
| 14. Таджикский исламский институт имени Имама Аъзама - Абуханифа Нуъмона ибн Собита(ТИИ имени Имама Аъзама) | Душанбе     | 2007 год | Ректор: )))                                                           | e-mail: islamtaj@mail.ru сайт:www.dit.tj |  |
| 15. Институт экономики и финансов Таджикистана (ИЭФТ)                                                       | Душанбе     | 2009 год | Ректор: кандидат экономических наук Ашурбой Солиев                    |                                          |  |
| 16. Международный университет туризма и предпринимательства Таджикистана (МУТиПТ)                           | Душанбе     | 1991 год | Ректор: доктор экономических наук Асрорзода Убайдулло                 |                                          |  |
| 17. Таджикский международный университет иностранных языков имени С. Улугзода (ТМУИЯ имени С. Улугзода)     | Душанбе     | 1980 год | Ректор: доктор педагогических наук Джило Гулназарзода                 |                                          |  |
| 18. Таджикский государственный институт искусств имени М. Турсунзаде (ТГИИ имени М. Турсунзаде)             | Душанбе     | 1973 год | Ректор: доктор педагогических наук Диловар Латипов                    |                                          |  |
| 19. Государственный институт изобразительного искусства и дизайна Таджикистана (ГИИИДТ)                     | Душанбе     | 2013 год | Ректор:кандидат искусствоведения Джамшед Ганиев                       |                                          |  |
| 20. Таджикский институт физической культуры (ТИФК)                                                          | Душанбе     | 1971 год | Ректор Шоди Сафаров                                                   |                                          |  |
| 21. Таджикский государственный педагогический институт г. Панджакента(ТГПИ г. Панджакента)                  | Панджакент  |          | Ректор: доктор педагогических наук Муаззам Ансоров                    |                                          |  |
| 22. Таджикский горно-металлургический институт (ТГМИ)                                                       | Бустон      | 2006 год | Ректор: Мухтор Фозилов                                                |                                          |  |
| 23. Институт энергетики Таджикистана (ИЭТ)                                                                  | Курган-Тюбе | 2006 год | Ректор: Хайрулло Назаров                                              |                                          |  |
| 24. Педагогический институт Таджикистана в Раштском районе (ПИТР)                                           | Гарм        | 2007 год | Ректор: доктор философских наук Саидамир Джононов                     |                                          |  |

### Филиалы государственных вузов
| Название высшего учебного заведения | Город   | Основано | Руководитель                                              | Описание |
| --- | ------- | -------- | --------------------------------------------------------- | --- |
| 1. Кулябский филиал Технологического университета Таджикистана (Кулябский филиал ТУТ)                                                                                 | Куляб   | 2001 год | Ректор: доктор педагогических наук Нурали Шоев            | |
| 2. Институт экономики и торговли Таджикского государственного университета коммерции в городе Худжанде (ИЭТ ТГУК)                                                     | Худжанд | 2001 год | Директор: доктор экономических наук Хошимзода Хомид Хасан | Государственное учебное учреждение ИЭТ ТГУК было создано в соответствии с постановлением Правительства Республики Таджикистан от 12 февраля 2010 года под № 59 на базе материально-технического, учебного, научного и кадрового единого учебного Комплекса ТГУК. |
| 3. Политехнический институт Таджикского технического университета имени академика М.Осими в городе Худжанде (Политехнический институт ТТУ им. М. Осими в г. Худжанде) | Худжанд | 2010 год | Директор: кандидат технических наук Дилафруз Сангинова    | |
| 4. Исфаринский филиал Технологического университета Таджикистана (Исфаринский филиал ТУТ)                                                                             | Исфара  | 2005 год |                                                           | |

### Негражданские вузы
| Название высшего учебного заведения                                                     | Город   | Основано | Руководитель                   | Описание |
| --------------------------------------------------------------------------------------- | ------- | -------- | ------------------------------ | -------- |
| 1. Академия МВД Республики Таджикистан (АМВДТ)                                          | Душанбе | 1991 год | Начальник: Джурахон Маджидзода |          |
| 2. Военный институт МО РТ (ВИ МОРТ)                                                     | Душанбе | 1992 год |                                |          |
| 3. Высшее военное училище пограничных войск ГКНБ Республики Таджикистан (ВВУПВ ГКНБ РТ) | Душанбе |          |                                |          |
| 4. Высшая школа ГКНБ Республики Таджикистан (ВШ ГКНБТ)                                  | Душанбе |          |                                |          |

### Международные вузы
| Название высшего учебного заведения                                              | Город   | Основано | Руководитель                                          | Описание |
| -------------------------------------------------------------------------------- | ------- | -------- | ----------------------------------------------------- | -------- |
| 1. Российско-таджикский (славянский) университет (РТСУ)                          | Душанбе | 1996 год | Ректор: доктор филологических наук Нурали Салихов     |          |
| 2. Международный университет туризма и предпринимательства Таджикистана (МУТиПТ) | Душанбе | 1991 год | Ректор: доктор экономических наук Асрорзода Убайдулло |          |

### Филиалы российских вузов
| Название высшего учебного заведения | Город   | Основано | Руководитель                                                           | Описание |
| --- | ------- | -------- | ---------------------------------------------------------------------- | -------- |
| 1. Филиал Московского государственного университета имени М.В. Ломоносова в городе Душанбе                                              | Душанбе | 2009 год | Исполнительный директор Сайъло Мирзоев                                 |          |
| 2. Филиал Национального исследовательского технологического университета «МИСиС» (Московский институт стали и сплавов) в городе Душанбе | Душанбе | 2012 год | Директор: доктор химических наук, профессор Каримов Махмадкул Бобоевич |          |
| 3. Филиал Национального исследовательского университета «МЭИ» (Московский энергетический институт) в городе Душанбе                     | Душанбе | 2013 год | Исполнительный директор Сагид Абдулкеримов                             |          |